# Европско првенство у атлетици на отвореном 2016 — 10.000 метара за жене
Такмичење у трчању на 10.000 метара у женској конкуренцији на Европском првенству у атлетици 2016. у Амстердаму одржано је 6. јула на Олимпијском стадиону.
Титулу освојену у Цириху 2014, није одбранила Џоан Павеј из Уједињеног Краљевства.

## Земље учеснице
1. Белгија (1)
2. Грчка (1)
3. Ирска (2)
4. Италија (1)
5. Норвешка (1)
6. Португалија (3)
7. Турска (1)
8. Украјина (1)
9. Уједињено Краљевство (2)
10. Финска (1)
11. Француска (1)
12. Холандија (1)
13. Шведска (1)
14. Шпанија (1)

## Рекорди
| Рекорди пре почетка Европског првенства 2016.     | Рекорди пре почетка Европског првенства 2016. | Рекорди пре почетка Европског првенства 2016. | Рекорди пре почетка Европског првенства 2016. | Рекорди пре почетка Европског првенства 2016. | Рекорди пре почетка Европског првенства 2016. |
| ------------------------------------------------- | --------------------------------------------- | --------------------------------------------- | --------------------------------------------- | --------------------------------------------- | --------------------------------------------- |
| Олимпијски рекорд                                 | Тирунеш Дибаба                                | Етиопија                                      | 29:54,66                                      | Пекинг, Кина                                  | 15. август 2008.                              |
| Светски рекорд                                    | Ђунсја Ванг                                   | Кина                                          | 29:31,78                                      | Пекинг, Кина                                  | 8. септембар 1993.                            |
| Европски рекорд                                   | Елван Абејлегасе                              | Турска                                        | 29:56,34                                      | Пекинг, Кина                                  | 15. август 2008.                              |
| Рекорди Европских првенстава                      | Пола Редклиф                                  | Велика Британија                              | 30:01,09                                      | Минхен, Немачка                               | 8. август 2002.                               |
| Светски резултат сезоне                           | Нетсанет Гудета                               | Етиопија                                      | 30:56,26                                      | Херцогенаурах, Немачка                        | 13. мај 2016.                                 |
| Европски резултат сезоне                          | Јасемин Џан                                   | Турска                                        | 31:30,58                                      | Мерсин, Турска                                | 1. мај 2016.                                  |
| Рекорди после завршеног Европског првенства 2016. |                                               |                                               |                                               |                                               |                                               |
| Европски резултат сезоне                          | Јасемин Џан                                   | Турска                                        | 31:12,86                                      | Амстердам, Холандија                          | 6. јул 2016.                                  |
| Европски рекорди за млађе сениоре                 | Јасемин Џан                                   | Турска                                        | 31:12,86                                      | Амстердам, Холандија                          | 6. јул 2016.                                  |

### Најбољи европски резултати у 2016. години
Десет најбржих европских атлетичарки на 10.000 метара 2016. године до почетка првенства (6. јула 2016), имале су следећи пласман на европској и светској ранг листи. (СРЛ),
| 1.  | Јасемин Џан               | Турска           | 31:30,58 ЕРмс | 1. мај  | 8 СРЛ   |
| 2.  | Каролина Бјеркели Гревдал | Норвешка         | 31:37,91      | 1. мај  | 11. СРЛ |
| 3.  | Вероника Инглезе          | Италија          | 31:42,02      | 1. мај  | 17. СРЛ |
| 4.  | Јохана Пејпонен           | Финска           | 31:42,9       | 21. мај |         |
| 5.  | Алекси Папас              | Грчка            | 31:46,85 НР   | 1. мај  | 19. СРЛ |
| 6.  | Сара Лахти                | Шведска          | 31:54,87 НР   | 1. мај  | 25. СРЛ |
| 7.  | Џес Андревс               | Велика Британија | 31:58,00      | 21. мај | 29. СРЛ |
| 8.  | Бет Потер                 | Велика Британија | 32:03,45      | 1. мај  | 35. СРЛ |
| 9.  | Фионуала Мекормак         | Ирска            | 32:05,08      | 1. мај  | 37. СРЛ |
| 10. | Карла Саломе Роша         | Португалија      | 32:05,80      | 21. мај | 38. СРЛ |

Такмичарке чија су имена подебљана учествовали су на ЕП.

## Квалификациона норма
| 33:20,00 |

## Сатница
| Датум        | Време | Коло   |
| ------------ | ----- | ------ |
| 6. јул 2016. | 18,55 | Финале |

## Освајачи медаља
|                    |                          |                                    |
| Јасемин Џан Турска | Дулсе Феликс Португалија | Каролина Бјеркели Гревдал Норвешка |

## Резултати

### Финале
Такмичење је одржано 6. јула 2016. године у 19:00.
| Место | Атлетичарка               | Земља                | ЛР       | ЛРС      | Резултат | Белешка   |
| ----- | ------------------------- | -------------------- | -------- | -------- | -------- | --------- |
|       | Јасемин Џан               | Турска               | 31:30,58 | 31:30,58 | 31:12,86 | ЕРмс, ЕРС |
|       | Дулсе Феликс              | Португалија          | 31:30,90 |          | 31:19,03 |           |
|       | Каролина Бјеркели Гревдал | Норвешка             | 31:37,91 | 31:37,91 | 31:23,45 | ЛР        |
| 4.    | Фионуала Мекормак         | Ирска                | 31:29,22 | 32:05,08 | 31:30,74 | ЛРС       |
| 5.    | Џо Павеј                  | Уједињено Краљевство | 30:53,20 | 33:22,76 | 31:34,61 | ЛРС       |
| 6.    | Вероника Инглезе          | Италија              | 31:42,02 | 31:42,02 | 31:37,43 | ЛР        |
| 7.    | Џес Андревс               | Уједињено Краљевство | 31:58,00 | 31:58,00 | 31:38,02 | ЛР        |
| 8.    | Јип Вастенбург            | Холандија            | 31:35,48 |          | 32:04,00 | ЛРС       |
| 9.    | Сара Лахти                | Шведска              | 31:54,87 | 31:54,87 | 32:14,17 |           |
| 10.   | Трихас Гебре              | Шпанија              | 32:03,39 | 32:14,25 | 32:20,45 |           |
| 11.   | Алекси Папас              | Грчка                | 31:46,85 | 31:46,85 | 32:27,80 |           |
| 12.   | Карла Саломе Роша         | Португалија          | 32:05,82 | 32:05,82 | 32:57,44 |           |
| 13.   | Кристел Доне              | Француска            | 31:35,81 | 32:43,38 | 33:03,36 |           |
| 14.   | Тара Јамесон              | Ирска                | 32:52,92 | 32:52,92 | 33:19,85 |           |
| 15.   | Олга Скрипак              | Украјина             | 31:51,32 | 35:07,97 | 33:36,79 | ЛРС       |
| 16.   | Јохана Пејпонен           | Финска               | 31:42,9  | 31:42,9  | 34:39,91 |           |
|       | Алменш Белете             | Белгија              | 31:43,05 |          | НЗ       |           |
| .     | Сара Мореира              | Португалија          | 31:12,93 |          | НЗ       |           |

Подебљани лични рекорди су и национални рекорди земље коју такмичарка представља

## Пролазна времена
| Дистанца | Атлетичарка | Држава               | Време    |
| -------- | ----------- | -------------------- | -------- |
| 1.000 м  | Џо Павеј    | Уједињено Краљевство | 3:06,79  |
| 2.000 м  | Џо Павеј    | Уједињено Краљевство | 6:15,34  |
| 3.000 м  | Јасемин Џан | Турска               | 9:17,77  |
| 4.000 м  | Јасемин Џан | Турска               | 12:24,22 |
| 5.000 м  | Јасемин Џан | Турска               | 15:30,03 |
| 6.000 м  | Јасемин Џан | Турска               | 18:37,47 |
| 7.000 м  | Јасемин Џан | Турска               | 21:47,11 |
| 8.000 м  | Јасемин Џан | Турска               | 24:57,05 |
| 9.000 м  | Јасемин Џан | Турска               | 28:07,93 |